# The Game Awards 2021
Les Games Awards 2021 sont l'édition des Game Awards qui se tient le 9 décembre 2021 et qui distingue des jeux vidéo sortis dans l'année 2021. La cérémonie est présentée par Geoff Keighley au Microsoft Theater.

## Organisation
Après une édition 2020 diffusée en ligne, la cérémonie fait son retour au Microsoft Theater de Los Angeles.

## Présentation de jeux
En plus des récompenses, des annonces sur des jeux existants et des nouveaux ont été faites. Des nouvelles ont été données concernant Elden Ring, Suicide Squad: Kill the Justice League, Senua's Saga: Hellblade II, Forspoken, Horizon Forbidden West, Sonic Frontiers, Cuphead: The Delicious Last Course, A Plague Tale: Requiem, Saints Row, Tiny Tina's Wonderlands, CrossfireX, Monster Hunter Rise, Final Fantasy VII Remake, Dying Light 2 Stay Human, Destiny 2, Tunic, Persona 4 Arena Ultimax, DokeV, Le Seigneur des anneaux : Gollum, PlayerUnknown's Battlegrounds, Babylon's Fall, Tchia, Somerville, Planet of Lana, The King of Fighters XV, GTFO, Vampire: The Masquerade – Bloodhunt et Evil West.
Les nouveaux jeux annoncés durant la cérémonie sont :
- Alan Wake 2
- ARC Raiders
- Bokeh
- Dune: Spice Wars
- Have a Nice Death
- Massacre à la tronçonneuse
- Nightingale
- Rumbleverse
- Star Trek: Resurgence
- Star Wars Eclipse
- The Expanse: A Telltale Series
- The Matrix Awakens
- Thirsty Suitors
- Warhammer 40,000: Space Marine 2
- Wonder Woman

## Nominations
Le 16 novembre 2021 sont annoncées les nominations.

## Palmarès
Sauf indications contraires, toutes les informations proviennent du site officiel des Game Awards et de Millenium
| Meilleur jeu | Meilleure réalisation |
| --- | --- |
| - It Takes Two - Hazelight Studios/Electronic Arts - Deathloop - Arkane Studios/Bethesda - Metroid Dread - Mercury Steam/Nintendo - Psychonauts 2 - Double Fine/Xbox Game Studios - Ratchet & Clank : Rift Apart - Insomniac Games/Sony Interactive Entertainment - Resident Evil Village - Capcom                | - Deathloop - Arkane Studios/Bethesda - It Takes Two - Hazelight Studio/Electronic Arts - Psychonauts 2 - Double Fine/Xbox Game Studios - Ratchet and Clank: Rift Apart - Insomniac Games/Sony Interactive Entertainment - Returnal - Housemarque/Sony Interactive Entertainment                                                   |
| Meilleur jeu en évolution | Meilleure narration |
| - Final Fantasy XIV - Square Enix - Apex Legends - Respawn Entertainment/Electronic Arts - Call of Duty: Modern Warfare - Infinity Ward/Activision - Fortnite - Epic Games - Genshin Impact - miHoYo | - Les Gardiens de la Galaxie - Eidos Montréal/Square Enix - Deathloop - Arkane Studios/Bethesda - It Takes Two - Hazelight Studios/Electronic Arts - Life Is Strange: True Colors - Deck Nine Games/Square Enix - Psychonauts 2 - Double Fine/Xbox Game Studios                                                                    |
| Meilleure direction artistique | Meilleure musique |
| - Deathloop - Arkane Studios/Bethesda - Kena: Bridge of Spirits - Ember Lab - Psychonauts 2 - Double Fine/Xbox Game Studios - Ratchet and Clank: Rift Apart - Insomniac Games/Sony Interactive Entertainment - The Artful Escape - Beethoven & Dinosaur/Annapurna Interactive                                     | - Nier Replicant ver.1.22474487139... - Toylogic/Square Enix - Cyberpunk 2077 - CD Projekt RED - Deathloop - Arkane Studios/Bethesda - Les Gardiens de la Galaxie - Eidos Montréal/Square Enix - The Artful Escape - Beethoven & Dinosaur/Annapurna Interactive                                                                    |
| Meilleur design audio | Meilleure performance d'acteur |
| - Forza Horizon 5 - Playground Games/Turn 10 Studios/Xbox Game Studios - Deathloop - Arkane Studios/Bethesda - Ratchet and Clank: Rift Apart - Insomniac Games/Sony Interactive Entertainment - Resident Evil Village - Capcom - Returnal - Housemarque/Sony Interactive Entertainment                            | - Resident Evil Village - Maggie Robertson pour Lady Alcina Dimitrescu - Life Is Strange: True Colors - Erika Mori pour Alex Chen - Far Cry 6 - Giancarlo Esposito pour Anton Castillo - Deathloop - Jason Kelley pour Colt Vahn - Deathloop - Ozioma Akagha pour Julianna Blake                                                   |
| Meilleur jeu à message positif (Games for Impact) | Meilleur jeu indépendant |
| - Life Is Strange: True Colors - Deck Nine Games/Square Enix - Before Your Eyes - GoodbyeWorld Games - Boyfriend Dungeon - Kitfox Games - Chicory: A Colorful Tale - Greg Lobanov - No Longer Home (en) - Humble Grove/Fellow Traveller                                                                           | - Kena: Bridge of Spirits - Ember Lab - 12 Minutes - Nomada/Annapurna Interactive - Death's Door - Acid Nerve/Devolver Digital - Inscryption - Daniel Mullins Games/Devolver Digital - Loop Hero - Four Quarters/Devolver Digital                                                                                                  |
| Meilleur jeu mobile | Meilleur jeu VR/AR |
| - Genshin Impact - miHoYo - Fantasian - Mistwalker - League of Legends: Wild Rift - Riot Games - Marvel Future Revolution - Netmarble - Pokémon Unite - TiMi Studios/The Pokémon Company | - Resident Evil 4 - Capcom Production Studio 4/Capcom - Hitman 3 - IO Interactive - I Expect You to Die 2 - Schell Games - Lone Echo - Ready At Dawn/Oculus Studio - Sniper Elite VR - Rebellion Developments |
| Meilleur jeu d'action | Meilleur jeu d'action/aventure |
| - Returnal - Housemarque/Sony Interactive Entertainment - Back 4 Blood - Turtle Rock Studios/Warner Bros. Interactive Entertainment - Deathloop - Arkane Studios/Bethesda - Chivalry II - Torn Banner Studios/Tripwire Interactive - Far Cry 6 - Ubisoft                                                          | - Metroid Dread - Mercury Steam/Nintendo - Les Gardiens de la Galaxie - Eidos Montréal/Square Enix - Ratchet and Clank: Rift Apart - Insomniac Games/Sony Interactive Entertainment - Resident Evil Village - Capcom - Psychonauts 2 - Double Fine/Xbox Game Studios                                                               |
| Meilleur RPG | Meilleur jeu de combat |
| - Tales of Arise - Bandai Namco Entertainment - Cyberpunk 2077 - CD Projekt RED - Monster Hunter Rise - Capcom - Scarlet Nexus - Bandai Namco Entertainment/TOSE - Shin Megami Tensei V - Atlus/Sega | - Guilty Gear Strive - Arc System Works - Demon Slayer : The Hinokami Chronicle - CyberConnect2 - Melty Blood - Type-Moon - Nickelodeon All-Star Brawl - Ludosity/Fair Play Labs/GameMill Entertainment - Virtua Fighter 5 - Sega                                                                                                  |
| Meilleur jeu pour la famille | Meilleur jeu de stratégie |
| - It Takes Two - Hazelight Studio/Electronic Arts - Mario Party Superstars - Nd Cube/Nintendo - New Pokémon Snap - Bandai Namco/The Pokémon Company/Nintendo - Super Mario 3D World + Bowser's Fury - Nintendo - WarioWare: Get It Together! - Nintendo                                                           | - Age of Empires IV - Relic Entertainment/Xbox Game Studios - Evil Genius 2: World Domination - Rebellion Developments - Humankind - Amplitude Studios/Sega - Inscryption - Daniel Mullins Games/Devolver Digital - Microsoft Flight Simulator - Asobo Studio/Xbox Game Studios                                                    |
| Meilleur jeu de sport/course | Meilleur jeu multijoueur |
| - Forza Horizon 5 - Playground Games/Turn 10 Studios/Xbox Game Studios - F1 2021 - Codemasters/EA Sports - FIFA 22 - EA Sports - Hot Wheels Unleashed - Milestone - Riders Republic - Ubisoft | - It Takes Two - Hazelight Studios/Electronic Arts - Back 4 Blood - Turtle Rock Studios/Warner Bros. Interactive Entertainment - Knockout City - Velan Studios/Electronic Arts - Monster Hunter Rise - Capcom - New World - Amazon Game Studios Orange County/Amazon Game Studios - Valheim - Iron Gate AB/Coffee Stain Publishing |
| Meilleur premier jeu indépendant | Meilleur lien avec sa communauté |
| - Kena: Bridge of Spirits - Ember Lab - Sable - Shedworks/Raw Fury - The Artful Escape - Beethoven & Dinosaur/Annapurna Interactive - Valheim - Iron Gate AB/Coffee Stain Publishing - The Forgotten City - Modern Storyteller                                                                                    | - Final Fantasy XIV - Square Enix - Apex Legends - Respawn Entertainment/Electronic Arts - Destiny 2 - Bungie - Fortnite - Epic Games - No Man's Sky - Hello Games |
| Meilleur jeu E-Sport | Meilleur joueur E-Sport |
| - League of Legends - Riot Games - Call of Duty - Activision - Counter-Strike: Global Offensive - Valve - Dota 2 - Valve - Valorant - Riot Games | - S1mple - Collapse - Showmaker - Tenz - Simp |
| Meilleure équipe E-sport | Créateur de contenu de l'année |
| - Navi - Atlanta FaZe - Damwon - Team Spirit - Sentinels | - Dream - Fuslie - Gaules - Ibai - The Grefg |
| Meilleure coach E-sport | Meilleur événement E-sport |
| - Kkoma - B1AD3 - Crowder - Engh - S1lent | - Worlds 2021 - The International 2021 - Valorant Masters - PGL Major Stockholm 2021 - PUBG Mobile Global Championship |
| Meilleure innovation pour l’accessibilité | Jeu le plus attendu |
| - Forza Horizon 5 - Playground Games/Turn 10 Studios/Xbox Game Studios - Far Cry 6 - Ubisoft - Les Gardiens de la Galaxie - Eidos Montréal/Square Enix - Ratchet & Clank : Rift Apart - Insomniac Games/Sony Interactive Entertainment - The Vale : Shadow of the Crown - Falling Squirrel/Creative Bytes Studios | - Elden Ring - FromSoftware/Bandai Namco Entertainment - God of War: Ragnarök - SIE Santa Monica Studio/Sony Interactive Entertainment - Horizon Forbidden West - Guerrilla Games/Sony Interactive Entertainment - The Legend of Zelda: Tears of the Kingdom - Nintendo - Starfield - Bethesda                                     |
| Vote du public | |
| - Halo Infinite - 343 Industries/SkyBox Labs/Xbox Game Studios - Forza Horizon 5 - Playground Games/Turn 10 Studios/Xbox Game Studios - It Takes Two - Hazelight Studios/Electronic Arts - Metroid Dread - MercurySteam/Nintendo - Resident Evil Village - Capcom                                                 | |

## Statistiques

### Nominations multiples pour les jeux
| Nombres de nominations | Nombres de prix | Jeux                          |
| ---------------------- | --------------- | ----------------------------- |
| 9                      | 2/9             | Deathloop                     |
| 6                      | 3/6             | It Takes Two                  |
| 6                      | 0/6             | Ratchet and Clank: Rift Apart |
| 5                      | 1/5             | Resident Evil Village         |
| 5                      | 0/5             | Psychonauts 2                 |
| 4                      | 3/4             | Forza Horizon 5               |
| 4                      | 1/4             | Les Gardiens de la Galaxie    |
| 3                      | 2/3             | Kena: Bridge of Spirits       |
| 3                      | 1/3             | Life Is Strange: True Colors  |
| 3                      | 1/3             | Metroid Dread                 |
| 3                      | 1/3             | Returnal                      |
| 3                      | 0/3             | Far Cry 6                     |
| 3                      | 0/3             | The Artful Escape             |
| 2                      | 2/2             | Final Fantasy XIV             |
| 2                      | 1/2             | Genshin Impact                |
| 2                      | 0/2             | Apex Legends                  |
| 2                      | 0/2             | Back 4 Blood                  |
| 2                      | 0/2             | Cyberpunk 2077                |
| 2                      | 0/2             | Fortnite                      |
| 2                      | 0/2             | Inscryption                   |
| 2                      | 0/2             | Monster Hunter Rise           |
| 2                      | 0/2             | Valheim                       |

### Nominations multiples pour les éditeurs
| Nombres de nominations | Éditeurs                               |
| ---------------------- | -------------------------------------- |
| 13                     | Xbox Game Studios                      |
| 11                     | Sony Interactive Entertainment         |
| 11                     | Electronic Arts                        |
| 10                     | Bethesda Softworks                     |
| 10                     | Square Enix                            |
| 8                      | Capcom                                 |
| 7                      | Nintendo                               |
| 4                      | Annapurna Interactive                  |
| 4                      | Devolver Digital                       |
| 4                      | Sega                                   |
| 4                      | Ubisoft                                |
| 3                      | Bandai Namco Entertainment             |
| 3                      | Ember Lab                              |
| 3                      | Riot Games                             |
| 2                      | Activision                             |
| 2                      | CD Projekt RED                         |
| 2                      | Coffee Stain Studios                   |
| 2                      | Epic Games                             |
| 2                      | miHoYo                                 |
| 2                      | The Pokémon Company                    |
| 2                      | Valve                                  |
| 2                      | Warner Bros. Interactive Entertainment |